# Gobiodon okinawae
Gobiodon okinawae är en fisk som tillhör familjen smörbultar.
Exemplaren blir upp till 35 mm långa. De har i ryggfenan 7 taggstrålar och 10 till 11 mjukstrålar samt i analfenan en taggstråle och 9 mjukstrålar. Fisken har en gul färg och saknar fjäll.
Den återfinns i Stilla havet från Japan till Stora barriärrevet och till små öar i östra Indiska oceanen i söder. Den dyker till ett djup av 15 meter. Arten lever vid korallrev ofta med koraller av släktet Acropora och den bildar stora kolonier. Exemplaren kan byta kön.
Flera individer fångas och hölls i akvarium. Beståndet påverkas när korallrev försvinner. Hela populationen anses vara stor. IUCN listar arten som livskraftig (LC).